# Khardung La

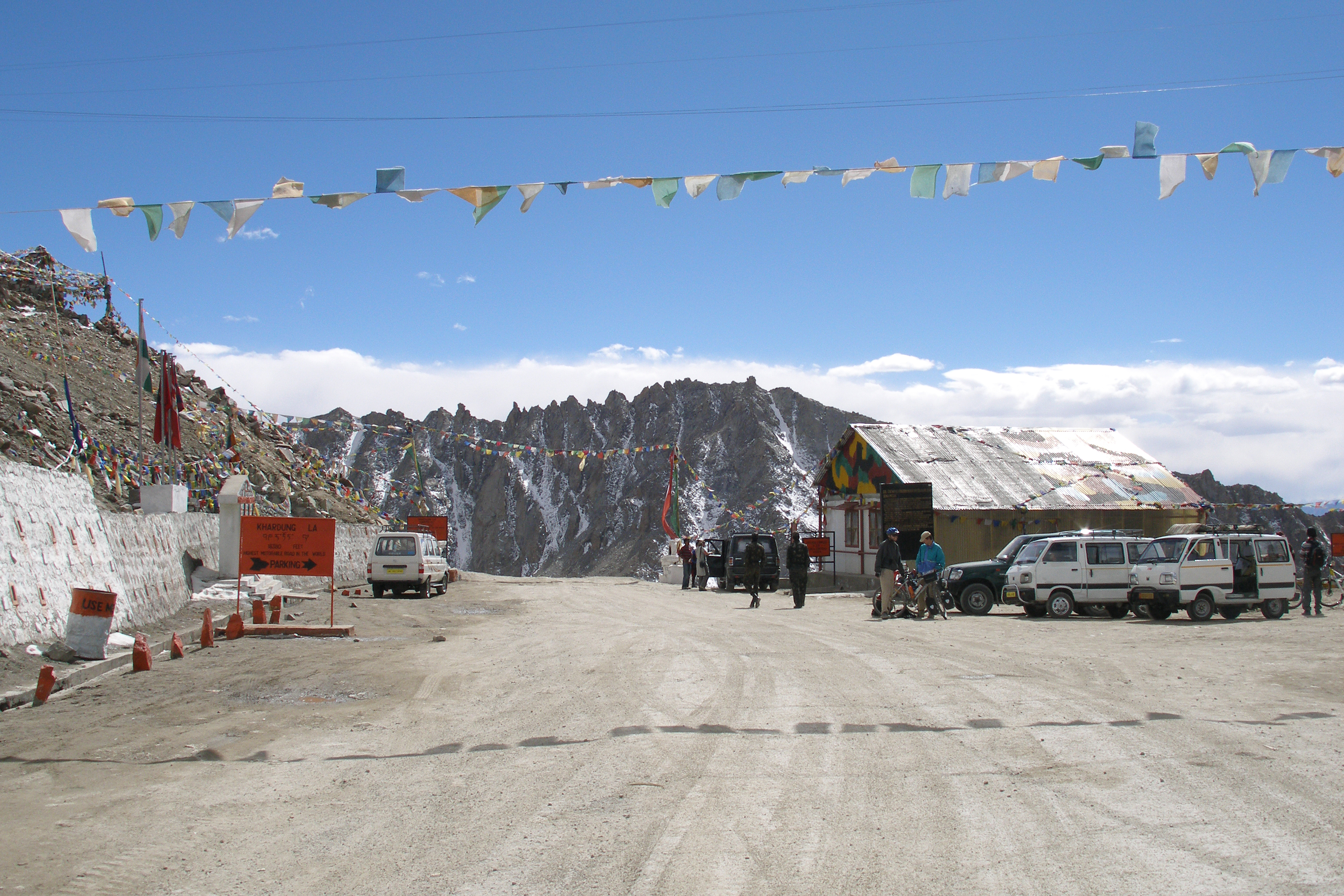
Vehículos en Khardung La.

Khardung La (la significa paso en tibetano) con una altitud confirmada de  5 359 m s. n. m. es un paso de alta montaña en la región de Ladakh, en el Estado de Jammu y Cachemira, India. Los locales lo pronúncian "Khardong La".
El paso se encuentra en la cadena montañosa de Ladakh al norte de Leh y es la puerta hacia los valles de Shyok y Nubra. El glaciar Siachen se encuentra a medio camino en el valle de Nubra. El camino que atraviesa el paso fue construido en 1976, siendo habilitado a vehículos motorizados en 1988 y desde entonces ha sido atravesado por numerosas expediciones movilizadas en vehículos, motos y bicicletas. El paso es mantenido por el ejército indio, ya que es estratégicamente importante para la India ya que permite aprovisionar a Siachen de suministros esenciales.
Históricamente Khardong La fue importante ya que se encuentra en la ruta principal de caravanas que une Leh con Kashgar en Asia central China. La ruta antiguamente era atravesada todos los años por unos 10.000 caballos y camellos, y aun hoy se puede observar una pequeña población de camellos bactrianos en la zona al norte del paso. Durante la Segunda Guerra Mundial hubo un intento fallido de transportar material bélico hacia la China utilizando esta ruta.
Se trata, probablemente, de la carretera más alta del planeta.

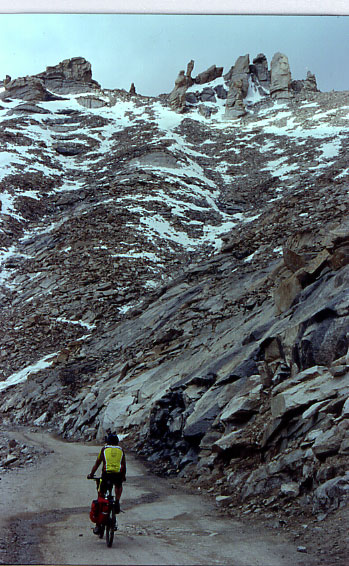
Pinnacle region.

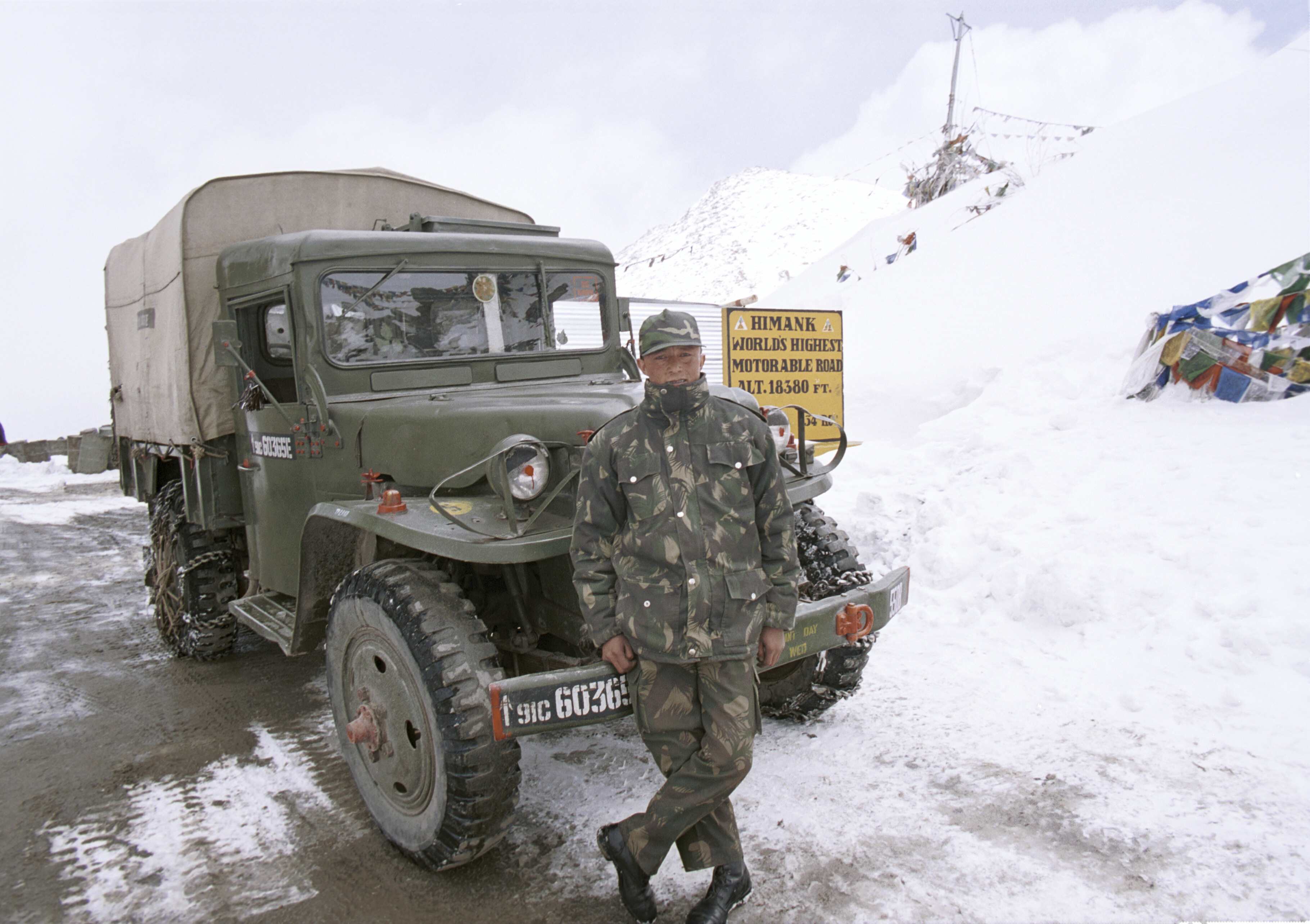
Khardung la.